# Gate na glavo
Gate na glavo je prvi samostojni studijski album slovenskega rock avtorja Zorana Predina, ki je izšel leta 1992 pri založbi Helidon. Uspeh so dosegle pesmi "Gate na glavo", "Sonček je... (Skuštrana)" in "Zarjavele trobente", v manjši meri pa tudi "Okupatorka".

## Seznam pesmi
Vse pesmi je napisal in uglasbil Zoran Predin, razen kjer je to navedeno.
| Št. | Naslov                                              | Besedilo                   | Glasba       | Dolžina |
| --- | --------------------------------------------------- | -------------------------- | ------------ | ------- |
| 1.  | „Dolce far niente‟ (italijansko: Sladko početi nič) |                            |              | 4:25    |
| 2.  | „Gate na glavo‟                                     |                            |              | 4:38    |
| 3.  | „Štajerc‟                                           | Engelbert Rodošek          | Rodošek      | 3:17    |
| 4.  | „Sonček je ...... (Skuštrana)‟                      |                            |              | 3:37    |
| 5.  | „Zarjavele trobente‟ (priredba skupine Kongres)     | Aljoša Buha                | Adam Subašić | 4:11    |
| 6.  | „Lažnive zvezde‟                                    | Milan Jesih                |              | 2:18    |
| 7.  | „Tista stara sreča‟                                 |                            |              | 4:32    |
| 8.  | „Okupatorka‟                                        |                            |              | 3:46    |
| 9.  | „Balada o baletki‟                                  |                            | McGough      | 4:10    |
| 10. | „Stella‟                                            | Johann Wolfgang von Goethe |              | 4:05    |

## Zasedba
- Zoran Predin — vokal
- David Šuligoj - Šugo — bas kitara (7), računalnik, spremljevalni vokali (4, 5)
- Marko Vuksanovič — klaviature, računalnik, spremljevalni vokali (2–5, 8)
- Bor Zuljan — kitara
- Carmen Palaisa, Martin Žvelc — spremljevalni vokali (1)
- Barbara Šinigoj, Martina Trampuž — spremljevalni vokal (2, 3)
- Tomi Janežič — spremljevalni vokal (8)
- Dunja Spruk — spremljevalni vokal (10)
- Paolo Gregorič — saksofon (8)
- Ranđo Ranđelović — bobni (9)

Tehnično osebje
- David Šuligoj — tonski mojster (razen 1, 4, 6)
- Andrej Semolič — tonski mojster (1, 4, 6)
- Slavko Avsenik ml. — glasbeni urednik
- Marko Vuksanovič — aranžmaji
- Boris Benčič in Žare Vodopivec — ilustracija ovitka
- Jani Štravs — fotografija